# Hwarang

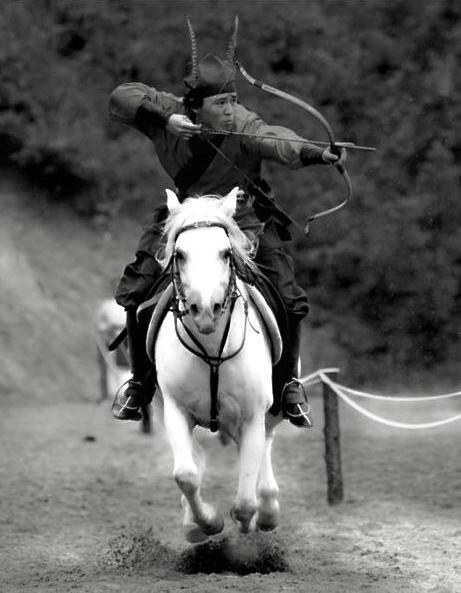
Rappresentazione moderna di un Hwarang.

Hwarang (화랑?, 花郞?) fu un gruppo di élite di giovani maschi del Regno di Silla in Corea.

## Storia
La parola "Hwarang" è composta da "Hwa" (fiore) e "Rang" (cavaliere/uomo), che potrebbe leggersi "cavaliere in fiore" o "uomo che fiorisce", ad indicare il passaggio da adolescenza a maturità di un giovane guerriero. Nella tradizione storica coreana, Hwarang è un titolo onorifico che veniva dato a giovani selezionati della nobiltà coreana nel Regno di Silla, i quali, anche prima dell'adolescenza, venivano orientati a divenire guerrieri mediante una pesante ed omnicomprensiva preparazione fisica, mentale e spirituale. L'istituzionalizzazione del sistema dei Hwarang, che faceva di tale casta una sorta di accademia per giovani generali, avvenne all'incirca nel 540 d.C. con il re Jinheung di Silla, il quale ritenne necessario formare dei valenti capi sia militari che, successivamente, politici, partendo da una formazione adolescenziale e/o pre-adolescenziale. Si hanno comunque notizie dai maggiori testi storici ed epici coreani (Samguk yusa, Samguk sagi, Hwarang segi e Haedong goseungjeon) dell'esistenza dei Hwarang anche prima di tale data.
L'origine varia a seconda di alcune fonti come Samgukji e Huhanseo, che fanno risalire queste organizzazioni giovanili alle comunità locali nelle società primitive. Durante il periodo Samhan, cioè durante il periodo dei tre regni Goguryeo, Baekje e Silla, i giovani del villaggio che appartenevano a queste organizzazioni avevano le loro case di riunione nelle quali affrontavano dure prove, e la loro formazione terminava dopo la cerimonia del raggiungimento della maggiore età. Con l'unificazione di Silla e il conseguente aumento del potere imperiale, queste organizzazioni divennero importanti a livello nazionale per la difesa del territorio del regno.

## Organizzazione
L'organizzazione riuniva i giovani residenti nella capitale, perlopiù di età compresa tra i 15 e i 18 anni. Il gruppo Hwarang si formava secondo la volontà dei membri, quindi non era legato al principio di parentela. Nell'era di Silla, i Hwarang attraversavano un periodo di addestramento di tre anni, durante il quale eseguivano pratiche ascetiche e lunghi ritiri in montagna, visitando luoghi panoramici come Namsan vicino a Gyeongju. Considerati guide spirituali e Bodhisattva, alcuni andarono in pellegrinaggio spirituale in India e Cina dopo aver servito il loro paese come guerrieri e politici. I Hwarang erano sempre alla ricerca del valore estetico e dell'eleganza e si ispiravano ai principi di lealtà, fiducia e giustizia, a tal punto da esercitare un certo tipo di potere giudiziario sul colpevole se uno dei membri fosse stato vittima di ingiustizia. Ricevevano insegnamenti riguardanti la religione, la danza e il canto per lo sviluppo emotivo, la letteratura, le arti, la scienza per lo sviluppo di una cultura accademica, la strategia in guerra, tiro con l'arco, scherma e una moltitudine di tecniche di combattimento legate a scopi militari, come andare a cavallo, fare da auriga e usare ogni singola arma.
Inizialmente si pensava di includere anche le donne all'interno dell'organizzazione, ma l'esperimento non andò a buon fine: si racconta infatti che due donne di nome Nammo e Junjeong fossero state scelte per guidare il corpo, ma Junjeong uccise Nammo per gelosia e successivamente fu giustiziata.
La gerarchia era la seguente: 
- Wonhwa (원화?, 源花?): protettore femminile appartenente alla famiglia reale
- Gukseon (국선?, 國先?): gran maestro
- Pungwolju (풍월주?, 風月主?): ufficiale capo
- Wonsanghwa (원상화?, 院相花?): primo ufficiale a capo degli allenamenti
- Hwarang (화랑?, 花郎?): comandanti delle unità
- Nangdo (낭도?, 郎徒?): membri delle unità

## Codice etico
I Hwarang furono fortemente influenzati da buddhismo, confucianesimo e taoismo. Il Samguk Sagi ed il Samguk Yusa trattano di come fu determinato il loro codice etico. Due giovani Hwarang, Gwisan e Chwihang, andarono dal monaco illuminato Won Gwang alla ricerca di conforto spirituale in quanto avevano bisogno di una guida che potesse spiegare loro la vera conoscenza, chiedendogli delle massime che potessero istruirli per il resto della loro vita di cavalieri. Won Gwang compose i cinque comandamenti che seguono:
1. Fedeltà al proprio signore (사군이충?, 事君以忠?, Sagun-ichungLR)
2. Pietà filiale verso i genitori, propri e degli altri (사친이효?, 事親以孝?, Sachin-ihyoLR)
3. Fiducia e fedeltà tra camerati (교우이신?, 交友以信?, Gyo-u-isinLR, KyouisinMR)
4. Mai ritirarsi in battaglia (임전무퇴?, 臨戰無退?, ImjeonmutoeLR)
5. Non uccidere indiscriminatamente (살생유택?, 殺生有擇?, Salsaeng-yutaekLR)

## Hwarang nella cultura
Le idee dei Hwarang hanno ispirato l'arte coreana, dalla letteratura al disegno, e anche un'arte marziale chiamata Hwa Rang Do. In epoca moderna vengono effettuate manifestazioni pubbliche tradizionali che si rifanno alle loro gesta. 
Essi hanno giocato un ruolo importante nella letteratura in epoca Silla: erano spesso fonte di ispirazione delle cosiddette “canzoni indigene” (향가?, hyang-gaLR), delle quali erano autori e narratori, e talvolta protagonisti. Queste canzoni evocavano forti emozioni e sentimenti, tra cui la solitudine e la tristezza, e il loro scopo era di trasmettere queste emozioni al pubblico.
Due hyang-ga sono particolarmente note: Mo-Jukjirang-ga (모죽지랑가?) e Chan-giparang-ga (찬기파랑가?). La prima è una dedica al Hwarang Jukji, dal quale prende il nome. Jukji, un esponente della classe Jingol ("ossa autentiche", di discendenza reale), era una figura molto apprezzata dal suo popolo, avendo avuto il merito dell'unificazione del Paese insieme a Kim Yu-sin, ed è ricordato in particolare per la sua esperienza solitaria in una grotta nella profondità delle montagne, digiunando e sperimentando varie esperienze mistiche, che erano fondamentali per la vita di un guerriero Hwarang. Nonostante l'alone di gloria che lo ricopriva, in questa canzone il cavaliere è raffigurato in declino fisico, probabilmente per rivelare implicitamente il processo di perdita del potere dei Hwarang dopo l'unificazione dei Tre regni. La seconda è una canzone eroica di dieci versi scritta da Chungdam in memoria del Hwarang Gipa durante il regno del re Gyeongdeok di Silla, ed è considerata una delle hyang-ga più famose grazie alla poetica e alle qualità stilistiche.